# Neesia purpurascens
Neesia purpurascens är en malvaväxtart som beskrevs av Odoardo Beccari. Neesia purpurascens ingår i släktet Neesia och familjen malvaväxter. Inga underarter finns listade i Catalogue of Life.